# Люцина Лянґер
Люцина Лянґер  (пол. Lucyna Langer, 9 січня 1956) — польська легкоатлетка, олімпійська медалістка.

## Виступи на Олімпіадах
| Олімпіада   | Дисципліна                    | Місце |
| ----------- | ----------------------------- | ----- |
| Москва 1980 | біг на 100 метрів з бар'єрами | 3     |
| Москва 1980 | естафета 4 x 100 метрів       | 7     |